# 유니 항공 873편 화재 사고

사고 1년 전 촬영된 사고기

유니 항공 873편 화재 사고(중국어: 立榮航空873號班機爆炸事件, 영어: Uni Air Flight 873)은 1999년 8월 24일 대만 타이베이 쑹산 공항에서 출발하여 화롄 공항에 착륙을 시도하다가 비행기가 활주로에서 이탈하면서 기체가 폭발한 사고로 이 사고는 유니 항공 역사상 처음으로 일어난 항공 사고이기도 하며 96명 중 사망자는 단 1명이었다.

## 같이 보기
- 대한항공 1533편 활주로 이탈 사고